# Dopodon
Dopodon est une localité dans le Sud de la Côte d'Ivoire dans la région des Grands-Ponts. La localité de Dopodon est rattachée à la sous-préfecture d'Ebonou. Sa population est estimée à environ 11 353 habitants.